# Pic d'Asti
Il Pic d'Asti è una montagna delle Alpi Cozie, alta 3219 m s.l.m., posta in prossimità del Monviso sul confine tra l'Italia e la Francia.

## Caratteristiche

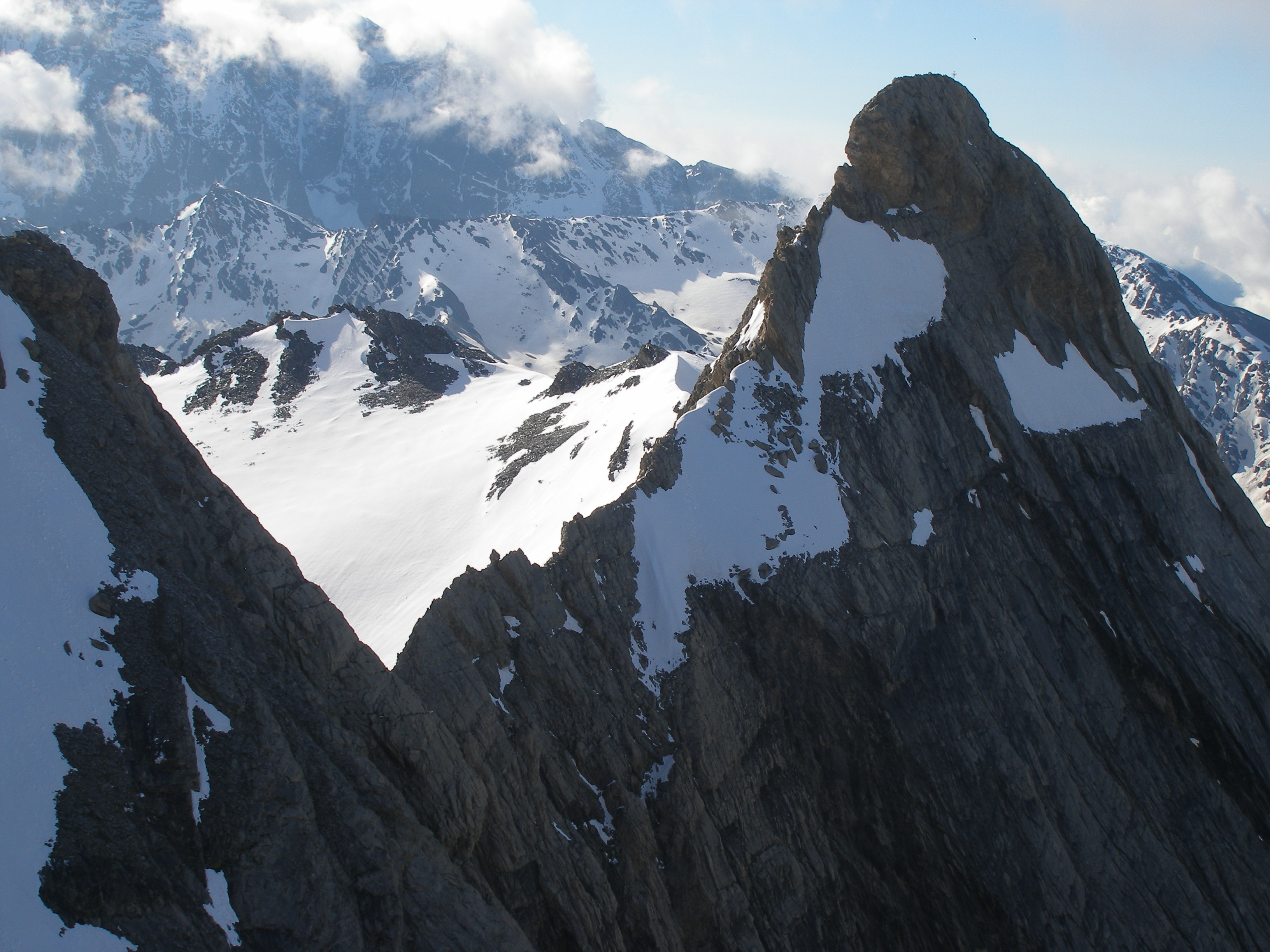
La montagna vista dalla vetta del non lontano Pan di Zucchero.

Si trova sullo spartiacque alpino principale, nella sezione che va dal colle dell'Agnello al nodo del Monviso. La cresta in questa zona ha un andamento a zig-zag; in particolare, in corrispondenza del Pic d'Asti, la cresta giunge da nord-nord-ovest dalla Rocca Rossa, raggiunge la vetta, poi scende nella stessa direzione fino alla sella d'Asti (3123 m); qui piega a semicerchio, assumendo una direzione nord-est in direzione del vicino pic Brusalana (3170 m)..
È un picco ben delineato, circondato da fianchi assai scoscesi, che non consentono un accesso facile da nessun lato. Per la sua posizione ed elevazione, permette un'ottima visione panoramica della cerchia delle Alpi.
Dal punto di vista geologico, è costituito da calcari cristallini, che in questa zona assumono un aspetto tabulare; sono associati ai calcescisti, localmente carboniosi, che affiorano ad est ed a ovest del corpo principale della montagna. Si tratta di formazioni risalenti al Triassico-Giurassico.
Sulle carte francesi IGN la quota è indicata in 3220 m.

## Ascensione alla vetta

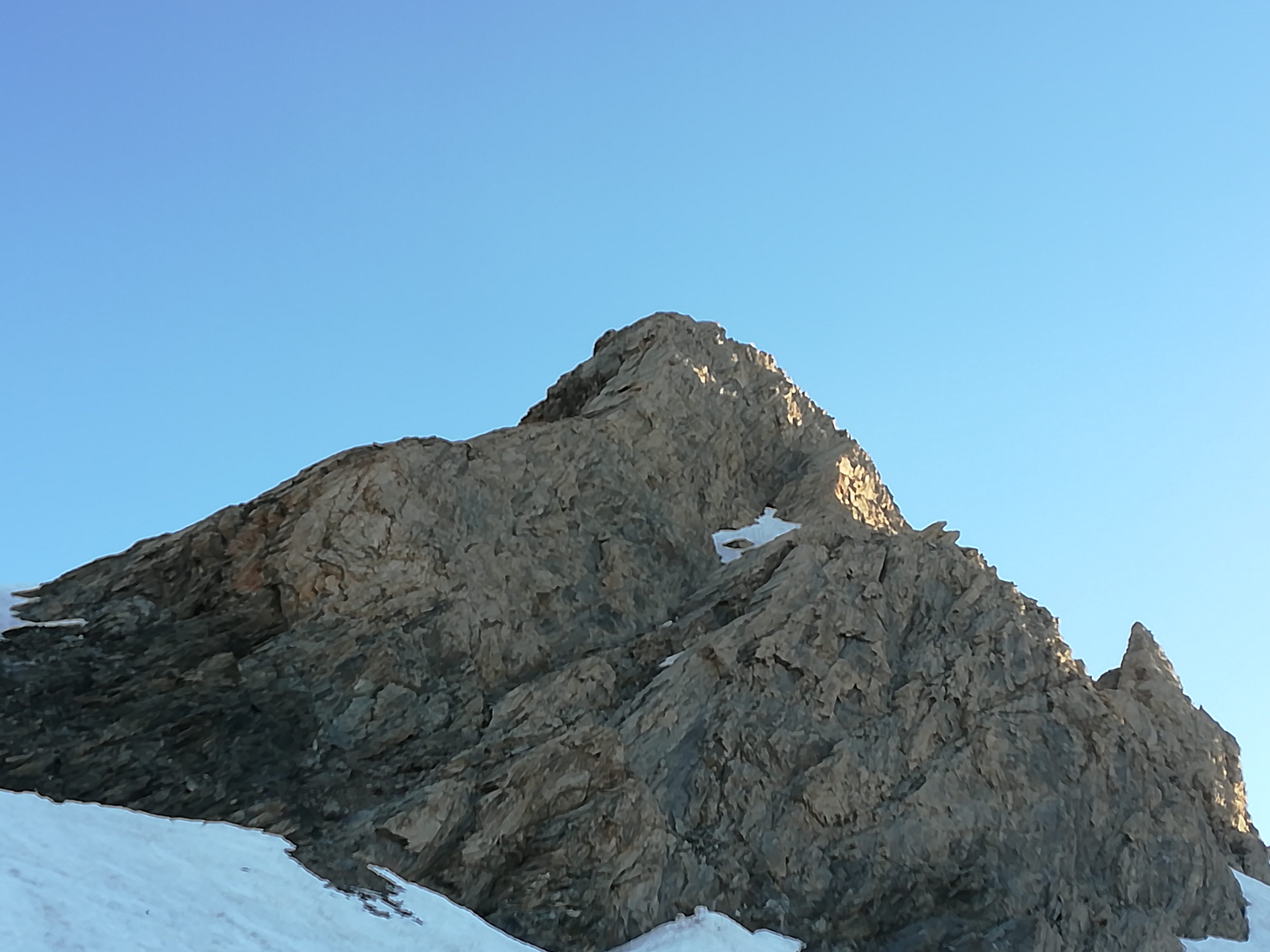
La vetta della montagna vista salendo alla sella d'Asti dal versante italiano.

La via normale si sviluppa sul versante italiano, dal vallone del Colle dell'Agnello. Lasciati i mezzi nelle vicinanze di un laghetto a quota 2540 m circa, si risale a vista per pendii e sfasciumi fino al colletta detto sella d'Asti, a sud.ovest della montagna. Qui si aggira sul versante francese un evidente torrione (torre Gina) e si prosegue in cresta fino al tratto terminale, che comporta diversi passi di arrampicata per giungere alla croce di vetta. Si tratta di un itinerario alpinistico, con passaggi in roccia di II grado, da alcuni valutati anche II+; è necessaria attrezzatura alpinistica, e la difficoltà complessiva è valutata in PD+.

## Giro del Pic d'Asti
Il giro del Pic d'Asti è un itinerario escursionistico che contorna la montagna ed ingloba anche le due vette vicine: il Pan di Zucchero e la Rocca Rossa. Lo si può compiere in vari modi e partendo da diversi accessi. Uno dei vari modi per compiere il giro è quello descritto qui di seguito.
Si parte dalla strada che conduce al Colle dell'Agnello nel versante italiano nei pressi di un laghetto a quota 2540 m circa.